# معلم الصدم

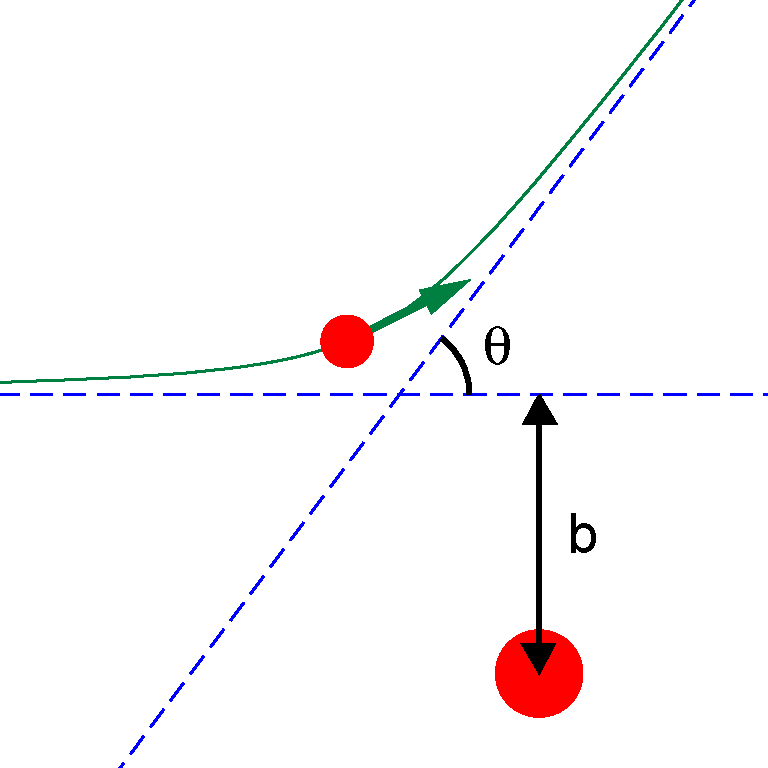
معلم الصدم b وزاوية التبعثر θ.

مَعْلَم الصدْم (بالإنجليزية: Impact parameter)، يُرمز بـ {\displaystyle b}، تُشير إلى أقصر مسافة بين جسيمين يتحرك أحدهما في اتجاه الآخر والتي تتحقق في حالة انعدام أي اصطدام بينهما، أي المسافة بين خط المسار الأصلي للجسيم المتحرك ومركز الجسيم الثاني (انظر الرسم البياني). غالبًا ما يشار إليه في الفيزياء النووية (انظر تبعثر روثرفورد) وفي الميكانيكا الكلاسيكية.
يرتبط معلم الصدم بزاوية التبعثر {\displaystyle \theta } من خلال:
{\displaystyle \theta =\pi -2b\int _{r_{\mathrm {min} }}^{\infty }{\frac {dr}{r^{2}{\sqrt {1-(b/r)^{2}-2U/mv_{\infty }^{2}}}}}}
حيث {\displaystyle v_{\infty }} هي سرعة المسار الأصلي عندما تكون بعيدة عن المركز و {\displaystyle r_{\mathrm {min} }} هي أقرب مسافة من المركز.